# Стари Дароги
Стари Дароги (блр. Стары́я Даро́гі; рус. Ста́рые Доро́ги) је град у централном делу Белорусије у Минској области и административни је центар Стародарошког рејона. 
Према процени за 2012. у граду је живело 10.876 становника.

## Историја
Први писани помен о насељеном месту под називом Дароги потиче из 1524. године и део је архивске грађе тадашње Велике Кнежевине Литваније. Непознати путописац је у том спису написао да „се на путу између Слуцка и Бабрујска усред непроходних мочвара и густих шума, налази малено село под именом Дароги“. Познато је и да су Стари дароги крајем XVI века постали саставни део Глуске сеоске општине којом су управљали кнезови из династије Гољшански, а од средине XVII века постаје центар истоимене властите сеоске општине. 
Године 1896. у насељу и ближој околини живело је 2.277 становника у нешто преко 100 домаћинстава, исте године отворена је и железничка линија према Асиповичима. Године 1915. у отворена је и железничка траса ка Слуцку.
Село Стари Дароги добија административни статус града 27. јуна 1938. године.

## Становништво
Према процени, у граду је 2012. живело 10.876 становника.
| 1979. | 1989.  | 1999.  | 2009.  | 2012.  |
| ----- | ------ | ------ | ------ | ------ |
| 8.210 | 10.976 | 10.976 | 11.036 | 10.876 |